# Matchbook Romance
Matchbook Romance est un groupe d'emo américain, originaire de Poughkeepsie, dans l'État de New York. Le groupe fait anciennement partie du label Epitaph Records, et compte deux albums et un EP.

## Biographie
Le chanteur et guitariste Andrew Jordan et le bassiste Ryan Kienle ont joué précédemment dans le groupe de punk rock Fizzlewink. Plus tard, ils décrochent un contrat avec Epitaph Records sous le nom de The Getaway après que le propriétaire du label, Brett Gurewitz ait écouté le morceau Ex Marks the Spot sur le site web PunkNews. Comme un groupe canadien portait déjà le même nom, ils changent le nom pour Matchbook Romance.
Epitaph produit le premier EP du groupe, West for Wishing, au début de 2003, et leur premier album studio, Stories and Alibis, en septembre 2003. Ils apparaissent aussi sur un split de quatre morceaux avec le groupe Motion City. En automne 2003, Matchbook Romance se lance dans une tournée américaine et apparu sur la couverture du magazine Alternative Press.
En 2006, pour leur second album, Voices, le groupe décide de se démarquer de ce qu'ils avaient fait précédemment,. L'album atteint la 43e place des charts américains. Leur chanson Monsters apparaît dans Madden NFL 07, Arena Football: Road to Glory, et Guitar Hero III: Legends of Rock. Le 12 mars 2007, après dix ans de carrière, le groupe annonce via son MySpace qu'il fait une pause d'une durée indéfinie. Andrew Jordan, Ryan Kienle et la chanteuse Amanda Rogers travailleront sur un nouveau projet. Le batteur Aaron Stern joue par la suite avec le groupe God or Julie, et remplace Mark O'Connel de Taking Back Sunday sur la tournée Projekt Revolution durant l'été 2007.
En 2015, Matchbook Romance est annoncé pour quelques dates au Vans Warped Tour.

## Membres
- Andrew Jordan – chant, guitare rythmique, piano, claviers
- Ryan « Judas » DePaolo – guitare solo, chant, programmation, synthétiseur
- Ryan Kienle – guitare basse, chœurs
- Aaron Stern – batterie, percussions

## Discographie

### Albums studio
- 2003 : Stories and Alibis (Epitaph Records)
- 2006 : Voices (Epitaph Records)

### EP
- 2003 : West for Wishing (Epitaph Records)

### Apparitions
- 2003 : Masters of Horror Soundtrack ; avec le morceau In Transit (For You)
- 2003 : Atticus: ...Dragging the Lake, Vol. 2 (Side One Dummy Records)
- 2003 : A Santa Cause - It's a Punk Rock Christmas (Immortal Records)
- 2003 : Punk-O-Rama Vol. 8 (Epitaph Records)
- 2003 : 2003 Warped Tour Compilation (Side One Dummy Records)
- 2004 : Punk-O-Rama Vol. 9 (Epitaph Records)
- 2004 : Matchbook Romance/Motion City Soundtrack Split EP (Epitaph Records)
- 2004 : 2004 Warped Tour Compilation (Side One Dummy Records)
- 2005 : Punk-O-Rama Vol. 10 (Epitaph Records)
- 2005 : Take Action! Tour Sampler Album (Sub City Records)
- 2006 : The Best of Taste of Chaos (Warcon Records)
- 2006 : 2006 Warped Tour Compilation (Side One Dummy Records)